# Underneath It All
Underneath It All è una canzone del gruppo musicale californiano No Doubt, pubblicata come terzo singolo estratto dall'album Rock Steady del 2001.

## Descrizione
La canzone è stata scritta da Gwen Stefani e David A. Stewart (Eurythmics) durante una visita al fidanzato di Gwen, Gavin Rossdale a Londra. La produzione è di Sly & Robbie con i No Doubt; la canzone è stata registrata da Dan Chase e mixata da Mark "Spike" Stent. Si avvale della partecipazione vocale della deejay e rapper giamaicana Lady Saw.
È presente nella colonna sonora del film 50 volte il primo bacio di Peter Segal (2004).

## Video musicale
Il video musicale della canzone è stato diretto da Sophie Muller, con la collaborazione di Logan, che ha curato gli effetti. Si apre con una sequenza in cui viene mostrata Gwen Stefani come è stata fotografata sulla copertina del singolo, ossia seduta su un divano con una radio in mano. Dopo una scena in cui Gwen canta davanti a un grande cuore bianco con delle rose, vengono mostrati Tony Kanal e Adrian Young che giocano a basket (al posto del canestro c'è una cassetta bucata), mentre Gwen è appoggiata al muro. Segue una scena in cui Gwen canta sullo sfondo di un cielo stellato. Durante la parte cantata da Lady Saw, vengono mostrati tutti i componenti del gruppo che girano in bicicletta (con effetti visivi sulla base dei colori verde, rosso e giallo, per rievocare i colori della Giamaica, paese in cui è stato prodotto il singolo), con la radio montata sulla bici di Tony Kanal. Il video si chiude con una scena in Gwen canta su un letto bianco in una stanza bianca.
Il video ha ricevuto due nomination agli MTV Video Music Awards 2003 nelle categorie "Miglior video pop" e "Miglior fotografia".

## Riconoscimenti
La canzone ha vinto un Grammy Award nel 2004 nella categoria "Best Pop Performance by a Duo or Group with Vocal".

## Tracce
1. Underneath It All (album version)
2. Underneath It All (live)
3. Just a Girl (live)
4. Underneath It All (video)

## Successo commerciale
Underneath It All ha raggiunto la posizione numero tre nella Billboard Hot 100, divenendo il singolo dei No Doubt che ha raggiunto la più elevata posizione in questa classifica, dal momento che la hit Don't Speak non era stata ammessa nella Hot 100 per un disguido tecnico dovuto al formato. È stato alla posizione numero due della Top 40 Tracks. Il brano ha avuto successo anche nel mercato adult contemporary, raggiungendo la numero due nella classifica Adult Top 40, riapparendo nel 2004 nella Top 40 Adult Recurrents e raggiungendo la numero ventisette nella classifica Adult Contemporary. È divenuto un discreto successo crossover nelle stazioni radio urban contemporary e Hispanic rhythmic, in quanto ha raggiunto la Top 40 nelle classifiche del Latin Pop Airplay, Rhythmic Songs e Latin Tropical/Salsa Airplay.
Underneath It All ha esordito al diciottesimo posto nella Official Singles Chart, ma non è stato capace di salire di altre posizioni. È stato un singolo deludente nel resto d'Europa: ha raggiunto la Top 40 solo in Austria e Svezia.

## Classifiche
| Classifica (2002) | Posizione massima |
| ----------------- | ----------------- |
| Australia         | 28                |
| Austria           | 34                |
| Canada            | 35                |
| Nuova Zelanda     | 8                 |
| Regno Unito       | 18                |
| Stati Uniti       | 3                 |
| Svezia            | 39                |
| Svizzera          | 54                |
| Classifica (2003) | Posizione massima |
| Francia           | 71                |
| Classifica (2004) | Posizione massima |
| Paesi Bassi       | 49                |

## Formazione
Gruppo
- Gwen Stefani – voce
- Tom Dumont – chitarra, tastiere
- Tony Kanal – basso, sax
- Adrian Young – batteria, percussioni

Altri musicisti
- Lady Saw – voce
- Gabrial McNair – tastiere, trombone
- Robbie Shakespeare – basso acustico
- Andy Potts – sax
- Django Stewart – sax
- Bob Clarke – voce radio